# Železniční trať Kiskunhalas–Kiskunfélegyháza
Železniční trať Kiskunhalas–Kiskunfélegyháza (maďarsky Kiskunhalas–Kiskunfélegyháza-vasútvonal) je maďarská jednokolejná elektrifikovaná železniční trať, která spojuje města Kiskunhalas a Kiskunfélegyháza. Trať je označována v maďarském jízdním rádu jako trať MÁV 155. Trať byla kompletně otevřena v roce 1912.

## Historie
První úsek tratě z Kiskunfélegyházy do Kiskunmajsy byl otevřen 3. března 1899. Druhý úsek z Kiskunmajsy do Kiskunhalasu byl otevřen 19. října 1912.
Provoz elektrických lokomotiv na trati byl zahájen 9. prosince 1980.

## Provozní informace
Maximální rychlost na trati je 100 km/h. Trať i veškeré stanice a zastávky na trati provozuje firma MÁV a je elektrifikovaná střídavým proudem 25 kV, 50 Hz.

## Doprava
Provoz osobních vlaků je na trati zajišťován motorovými jednotkami 6341 (maďarská verze české motorové jednotky 835), které jezdí trasu Baja–Kiskunfélegyáza–Kecskemét.

## Galerie

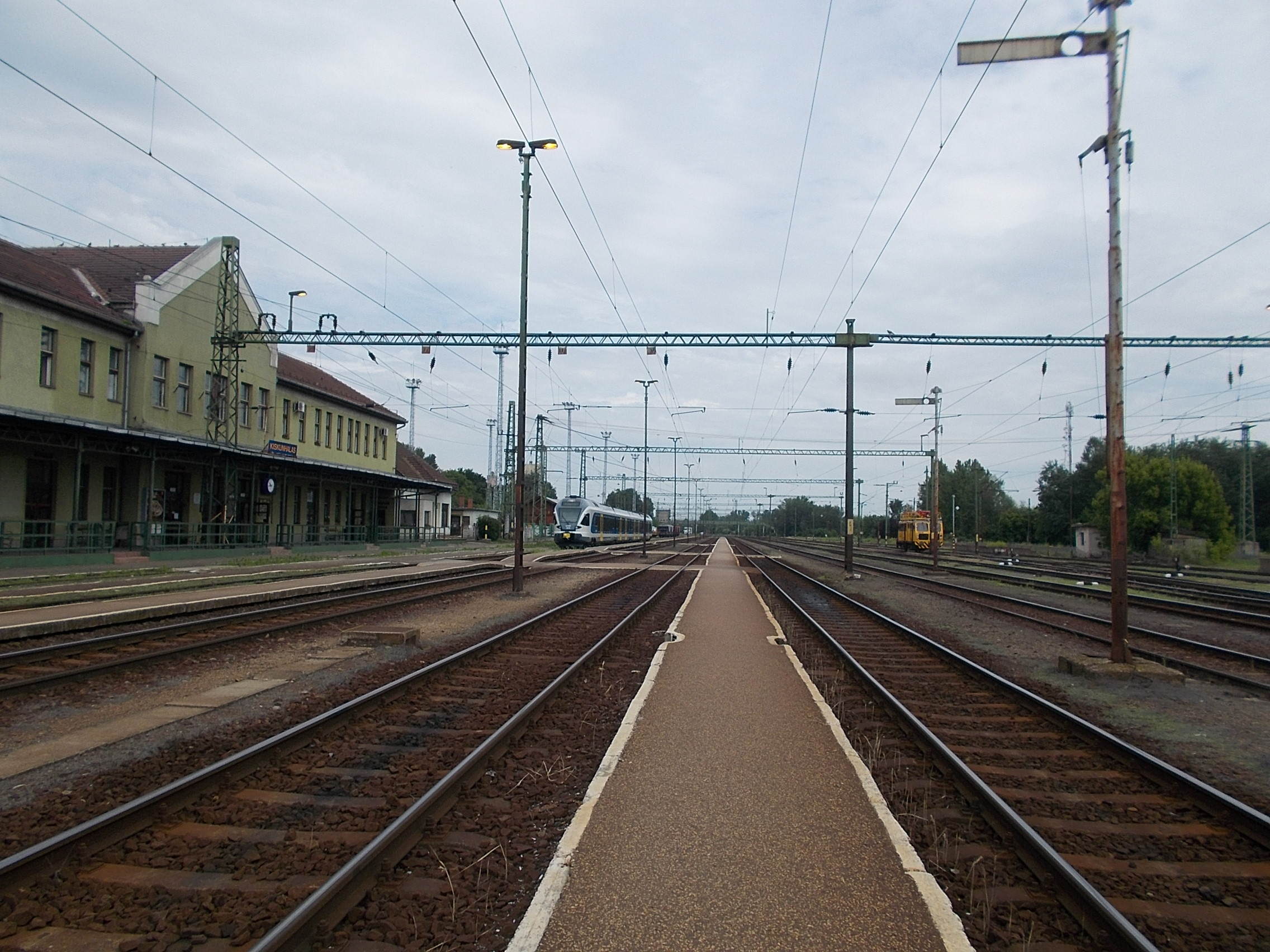
Kiskunhalas
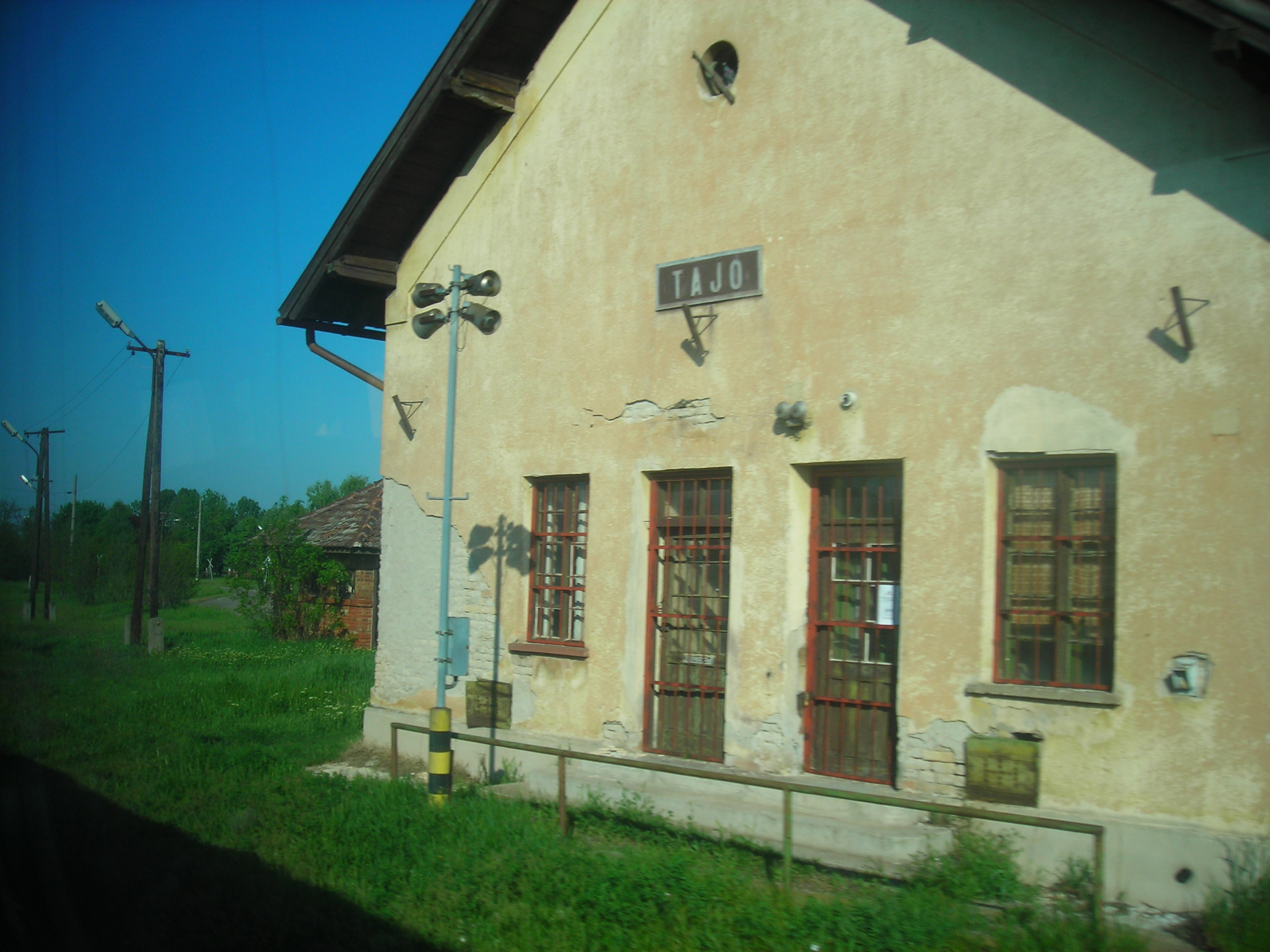
Tajó
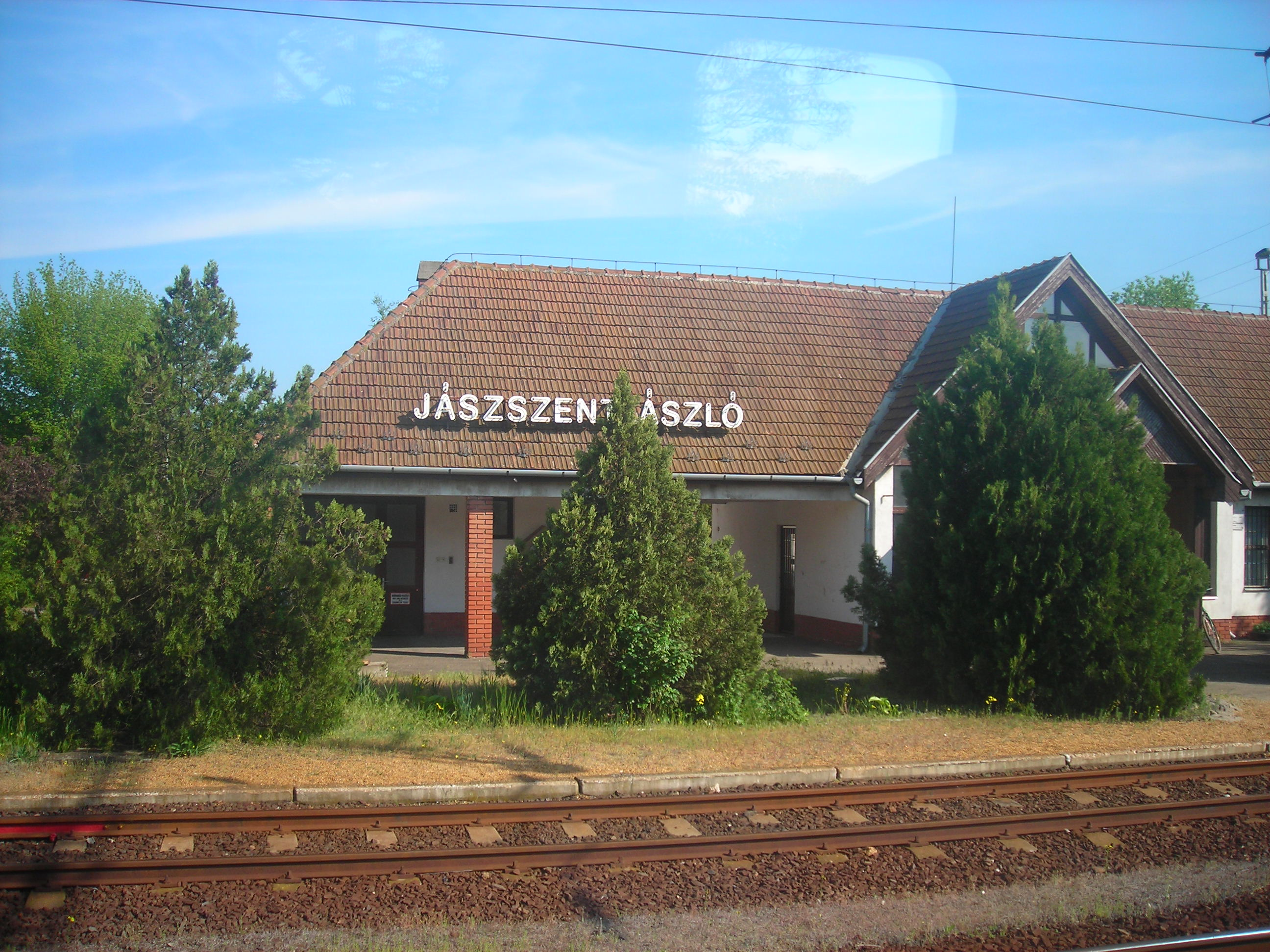
Jásszentlászló
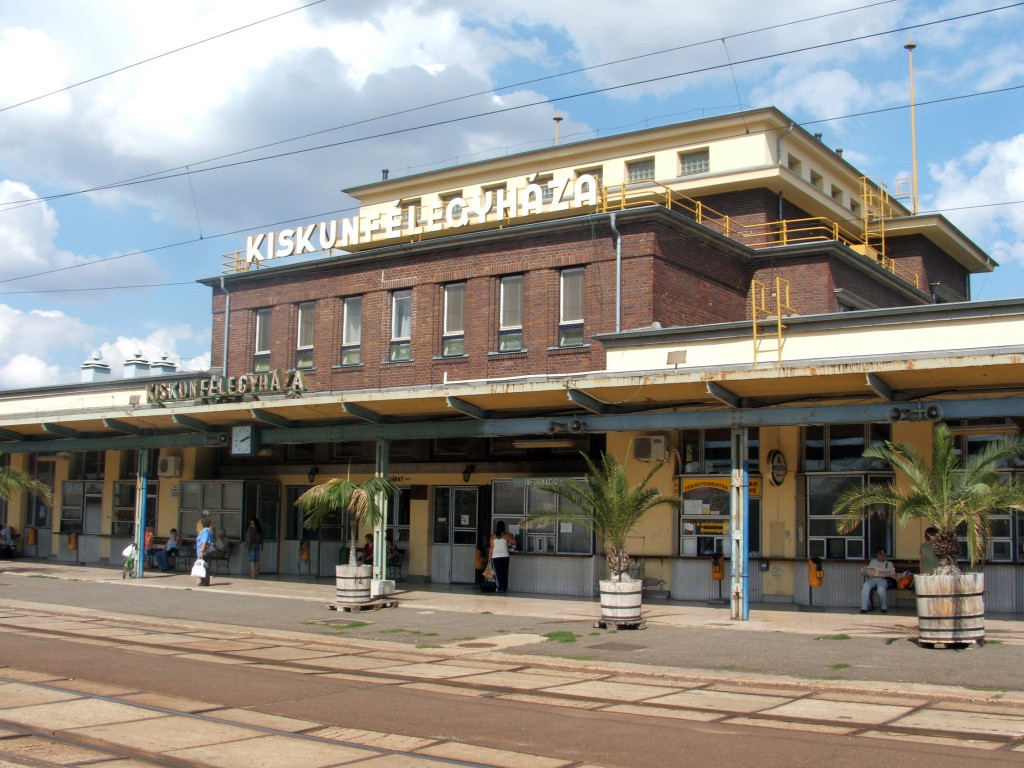
Kiskunfélegyháza
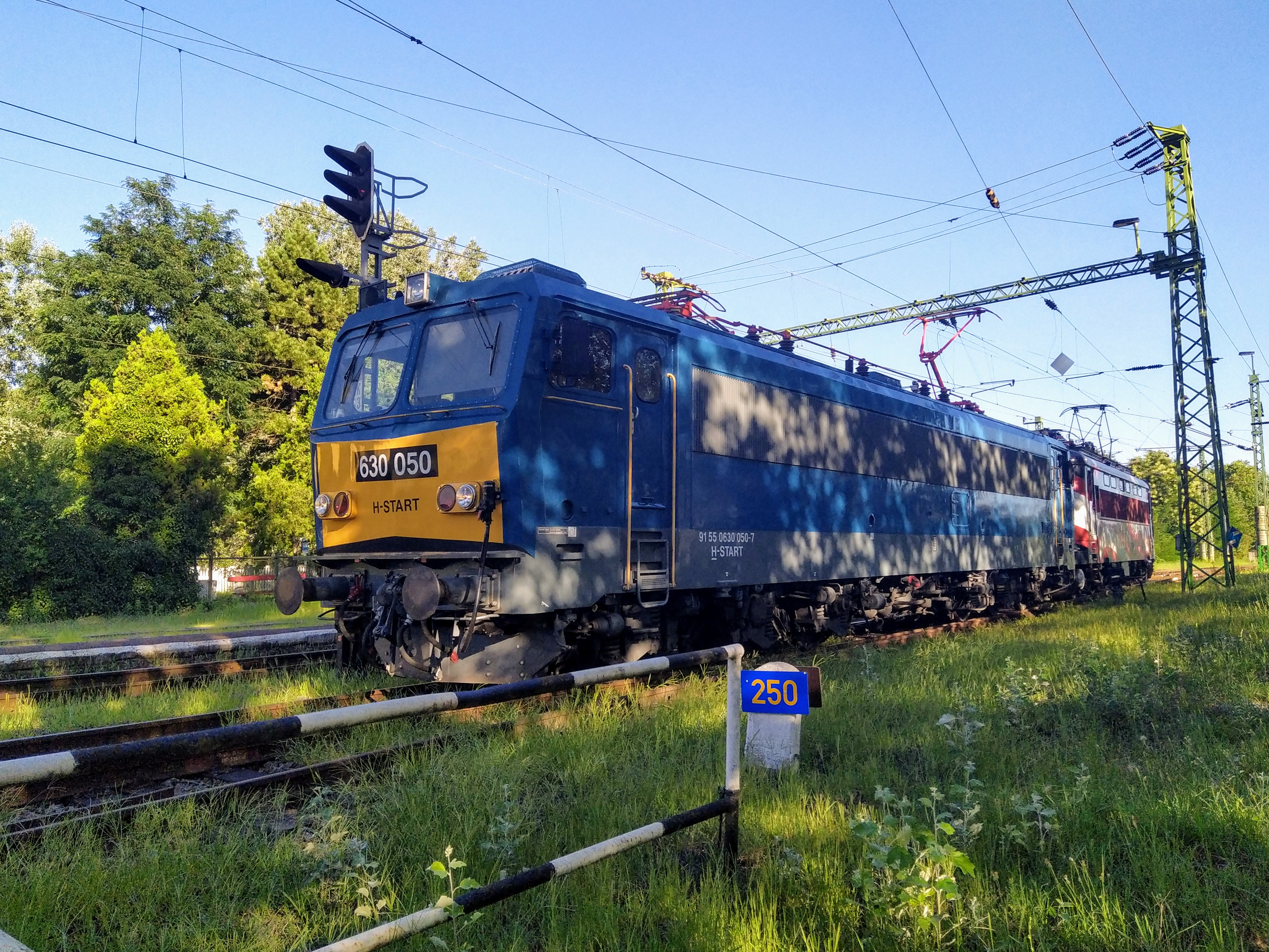
Lokomotiva 630.050 ve stanici Kiskunmajsa.